# Mezistátní utkání české hokejové reprezentace v sezóně 1998/1999
Mezistátních utkání české hokejové reprezentace v sezóně 1998/1999 bylo celkem 36 (včetně 2 neoficiálních) s celkovou bilancí 20 vítězství, 7 remíz a 9 porážek. Nejprve odehrála reprezentace 2 přátelské zápasy se Slovenskem, pak 3 zápasy na Česká pojišťovna Cupu 1998, následovaly 3 zápasy na Karjala Cupu 1998 a 3 přátelské zápasy. Potom to byly 4 zápasy na Baltika Cupu 1998 a 4 zápasy na Švédských hokejových hrách 1999. Následovalo 5 přátelských zápasů a 12 zápasů na Mistrovství světa v ledním hokeji 1999.

## Přehled mezistátních zápasů
| Pořadí | Datum        |       | Výsledek               | Soupeř    | Soutěž                       | Místo utkání      |
| ------ | ------------ | ----- | ---------------------- | --------- | ---------------------------- | ----------------- |
| 1334.  | 30. 8. 1998  | Česko | 2 : 0 (1:0, 0:0, 1:0)  | Slovensko | přátelsky                    | Třinec            |
| 1335.  | 31. 8. 1998  | Česko | 5 : 0 (4:0, 1:0, 0:0)  | Slovensko | přátelsky                    | Vsetín            |
| 1336.  | 3. 9. 1998   | Česko | 1 : 2 (1:0, 0:1, 0:1)  | Finsko    | Česká pojišťovna Cup 1998    | Zlín              |
| 1337.  | 5. 9. 1998   | Česko | 3 : 3 (1:0, 1:2, 1:1)  | Rusko     | Česká pojišťovna Cup 1998    | Zlín              |
| 1338.  | 6. 9. 1998   | Česko | 0 : 0 (0:0, 0:0, 0:0)  | Švédsko   | Česká pojišťovna Cup 1998    | Zlín              |
| 1339.  | 5. 11. 1998  | Česko | 2 : 2 (2:1, 0:0, 0:1)  | Švédsko   | Karjala Cup 1998             | Helsinky          |
| 1340.  | 7. 11. 1998  | Česko | 3 : 5 (2:3, 1:2, 0:0)  | Finsko    | Karjala Cup 1998             | Helsinky          |
| 1341.  | 8. 11. 1998  | Česko | 2 : 2 (0:1, 0:1, 2:0)  | Rusko     | Karjala Cup 1998             | Helsinky          |
| 1342.  | 11. 12. 1998 | Česko | 3 : 1 (2:0, 0:1, 1:0)  | Kanada    | přátelsky                    | Hradec Králové    |
| 1343.  | 12. 12. 1998 | Česko | 3 : 3 (0:2, 3:1, 0:0)  | Slovensko | přátelsky                    | Ostrava           |
| 1344.  | 13. 12. 1998 | Česko | 3 : 3 (2:1, 0:2, 1:0)  | Kanada    | přátelsky                    | Mladá Boleslav    |
| 1345.  | 16. 12. 1998 | Česko | 3 : 0 (1:0, 2:0, 0:0)  | Finsko    | Baltika Cup 1998             | Moskva            |
| 1346.  | 17. 12. 1998 | Česko | 5 : 3 (0:0, 1:3, 4:0)  | Rusko     | Baltika Cup 1998             | Moskva            |
| 1347.  | 19. 12. 1998 | Česko | 1 : 2 (0:2, 1:0, 0:0)  | Švédsko   | Baltika Cup 1998             | Moskva            |
| 1348.  | 20. 12. 1998 | Česko | 6 : 3 (2:1, 3:2, 1:0)  | Kanada    | Baltika Cup 1998             | Moskva            |
| 1349.  | 9. 2. 1999   | Česko | 5 : 4 (2:2, 1:1, 2:1)  | Rusko     | Švédské hokejové hry 1999    | Stockholm         |
| 1350.  | 10. 2. 1999  | Česko | 2 : 3 (0:1, 0:1, 2:1)  | Finsko    | Švédské hokejové hry 1999    | Stockholm         |
| 1351.  | 12. 2. 1999  | Česko | 0 : 1 (0:0, 0:0, 0:1)  | Kanada    | Švédské hokejové hry 1999    | Stockholm         |
| 1352.  | 13. 2. 1999  | Česko | 1 : 1 (1:0, 0:1, 0:0)  | Švédsko   | Švédské hokejové hry 1999    | Stockholm         |
| 1353.  | 11. 4. 1999  | Česko | 2 : 4 (0:1, 1:0, 1:3)  | Slovensko | přátelsky                    | Liptovský Mikuláš |
| 1354.  | 12. 4. 1999  | Česko | 2 : 1 (2:0, 0:1, 0:0)  | Slovensko | přátelsky                    | Žilina            |
| 1355.  | 21. 4. 1999  | Česko | 5 : 0 (1:0, 3:0, 1:0)  | Rusko     | přátelsky                    | Mariánské Lázně   |
| 1356.  | 22. 4. 1999  | Česko | 3 : 2 (1:1, 0:1, 2:0)  | Rusko     | přátelsky                    | Plzeň             |
| 1357.  | 28. 4. 1999  | Česko | 6 : 3 (1:0, 3:2, 2:1)  | Norsko    | přátelsky                    | Lillehammer       |
| 1358.  | 1. 5. 1999   | Česko | 7 : 0 (2:0, 3:0, 2:0)  | Rakousko  | Mistrovství světa 1999 (ZS)  | Oslo              |
| 1359.  | 3. 5. 1999   | Česko | 12 : 2 (4:2, 7:0, 1:0) | Japonsko  | Mistrovství světa 1999 (ZS)  | Oslo              |
| 1360.  | 5. 5. 1999   | Česko | 4 : 3 (2:1, 1:2, 1:0)  | USA       | Mistrovství světa 1999 (ZS)  | Oslo              |
| 1361.  | 7. 5. 1999   | Česko | 1 : 6 (1:3, 0:0, 0:3)  | Rusko     | Mistrovství světa 1999 (ČTF) | Oslo              |
| 1362.  | 9. 5. 1999   | Česko | 8 : 2 (2:2, 4:0, 2:0)  | Slovensko | Mistrovství světa 1999 (ČTF) | Oslo              |
| 1363.  | 10. 5. 1999  | Česko | 2 : 0 (0:0, 2:0, 0:0)  | Švédsko   | Mistrovství světa 1999 (ČTF) | Oslo              |
| 1364.  | 12. 5. 1999  | Česko | 1 : 2 (0:1, 0:1, 1:0)  | Kanada    | Mistrovství světa 1999 (SMF) | Lillehammer       |
| 1365.  | 13. 5. 1999  | Česko | 6 : 4 (2:1, 1:1, 3:2)  | Kanada    | Mistrovství světa 1999 (SMF) | Lillehammer       |
|        | 13. 5. 1999  | Česko | 1 : 0 (4 : 3)sn        | Kanada    | Mistrovství světa 1999 (SMF) | Lillehammer       |
| 1366.  | 15. 5. 1999  | Česko | 3 : 1 (1:0, 1:0, 1:1)  | Finsko    | Mistrovství světa 1999 (FIN) | Lillehammer       |
| 1367.  | 16. 5. 1999  | Česko | 1 : 4 (0:2, 1:1, 0:1)  | Finsko    | Mistrovství světa 1999 (FIN) | Lillehammer       |
|        | 16. 5. 1999  | Česko | 1 : 0pp                | Finsko    | Mistrovství světa 1999 (FIN) | Lillehammer       |

## Bilance sezóny 1998/99
| Soupeř    | Zápasy | Výhry | Remízy | Prohry | Skóre  |
| --------- | ------ | ----- | ------ | ------ | ------ |
| Finsko    | 6      | 2     | 0      | 4      | 13:15  |
| Japonsko  | 1      | 1     | 0      | 0      | 12:2   |
| Kanada    | 6      | 3     | 1      | 2      | 19:14  |
| Norsko    | 1      | 1     | 0      | 0      | 6:3    |
| Rakousko  | 1      | 1     | 0      | 0      | 7:0    |
| Rusko     | 7      | 4     | 2      | 1      | 24:20  |
| Slovensko | 6      | 4     | 1      | 1      | 22:10  |
| Švédsko   | 5      | 1     | 3      | 1      | 6:5    |
| USA       | 1      | 1     | 0      | 0      | 4:3    |
| Celkem    | 34     | 18    | 7      | 9      | 113:72 |

## Neoficiální zápasy sezóny 1998/99
| Soupeř | Zápasy | Výhry | Remízy | Prohry | Skóre |
| ------ | ------ | ----- | ------ | ------ | ----- |
| Finsko | 1      | 1     | 0      | 0      | 1:0   |
| Kanada | 1      | 1     | 0      | 0      | 1:0   |
| Celkem | 2      | 2     | 0      | 0      | 2:0   |

- Česko - Kanada (semifinále), Česko - Finsko (finále), play-off bylo hráno na dva zápasy, prodloužení které rozhodovalo o vítězi série, IIHF považuje jako samostatný zápas za ten istý den sú neoficiálni.

## Přátelské mezistátní zápasy
Česko -  Slovensko 2:0 (1:0, 0:0, 1:0)
30. srpna 1998 - Třinec

Branky Česka: 2. Viktor Ujčík, 46. Jan Hlaváč.

Branky Slovenska: nikdo

Rozhodčí: Schimm (GER) – Barvíř, Blümel (CZE)

Vyloučení: 5:7

Diváků: 3 800
Česko: Martin Prusek – Libor Procházka, František Kaberle, Jiří Vykoukal, Ladislav Benýšek, Václav Burda, Jiří Veber, Martin Štěpánek, Jan Srdínko – Roman Kaděra, Pavel Patera, Martin Procházka – Marián Kacíř, David Výborný, Jan Hlaváč – Viktor Ujčík, Václav Král, Roman Meluzín – Ondřej Kratěna, Michal Broš, Radek Bělohlav.
Slovensko: Miroslav Šimonovič – Ľubomír Višňovský, Rudolf Jendek, Stanislav Jasečko, Ľubomír Sekeráš, Radoslav Hecl, Richard Pavlikovský, Roman Gavalier, Marián Smerčiak – Radoslav Kropáč, Jozef Voskár, Zdeno Cíger – Ján Pardavý, Jozef Daňo, Branislav Jánoš – Ján Lipianský, Richard Kapuš, Peter Bartoš – Martin Kulha, Peter Pucher, Roman Stantien.

 Česko -  Slovensko 5:0 (4:0, 1:0, 0:0)
31. srpna 1998 - Vsetín

Branky Česka: 1. Radek Bělohlav, 2. Ondřej Kratěna, 15. Roman Kaděra, 19. Martin Štěpánek, 27. František Kaberle.

Branky Slovenska: nikdo

Rozhodčí: Schimm (GER) – Cambal, Unzeitig (CZE)

Vyloučení: 5:7 (1:0)

Diváků: 3 500
Česko: Roman Čechmánek (2.-4. Martin Prusek) – Václav Burda, Jiří Veber, Jiří Vykoukal, Ladislav Benýšek, Martin Štěpánek, Jan Srdínko – Libor Procházka, František Kaberle – David Moravec, Jiří Dopita, Radek Bělohlav – Marián Kacíř, David Výborný, Jan Hlaváč – Viktor Ujčík, Václav Král, Roman Meluzín – Roman Kaděra, Michal Broš, Ondřej Kratěna.
Slovensko: Miroslav Šimonovič (21. Pavol Rybár) – Ľubomír Višňovský, Rudolf Jendek, Stanislav Jasečko, Ľubomír Sekeráš, Radoslav Hecl, Richard Pavlikovský, Roman Gavalier, Marián Smerčiak – Radoslav Kropáč, Jozef Voskár, Zdeno Cíger – Ján Pardavý, Jozef Daňo, Branislav Jánoš – Ján Lipianský, Richard Kapuš, Peter Bartoš – Martin Kulha, Peter Pucher, Roman Stantien.

 Česko -  Kanada 	3:1 (2:0, 0:1, 1:0)
11. prosince 1998 - Hradec Králové

Branky Česka: 4. Tomáš Kucharčík, 10. Petr Čajánek, 42. František Kučera

Branky Kanady: 40. Peters.

Rozhodčí: Mihálok (SVK) – Blümel, Český (CZE)

Vyloučení: 10:15 (2:0) + Radek Martínek a Cardwell na 10 min, Jiří Veber a Pittmann na 5 min a do konce utkání.

Diváků: 7 000
Česko: Roman Čechmánek – Jan Srdínko, Jiří Veber, Ladislav Benýšek, František Kučera, Pavel Richter, Radek Martínek, Martin Štěpánek, Petr Gřegořek – Radek Bělohlav, Pavel Patera, Petr Tenkrát – Miroslav Hlinka, David Výborný, Jan Hlaváč – Jaroslav Kudrna, Petr Čajánek, Roman Meluzín – Václav Král, Michal Broš, Tomáš Kucharčík.
Kanada: Brathwaite – Casey, Letang, Heins, P. Johnson, Lidster, Wright – Szysky, Adduono, Buckberger – Masters, W. Norris, Peters – Cardwell, Stoiner, R. Lindsay – Pitman, Robinson.

 Česko -  Slovensko 3:3 (0:2, 3:1, 0:0)

13. prosince 1998 - Ostrava

Branky Česka: 21. Petr Tenkrát, 27. Pavel Richter, 38. Tomáš Kucharčík

Branky Slovenska: 1. Ján Pardavý, 8. Ľubomír Sekeráš, 36. Pardavý.

Rozhodčí: Karas (POL) – Barvíř (CZE), Mášik (SVK)

Vyloučení: 1:0

Diváků: 7 100
Česko: Roman Čechmánek – Jan Srdínko, Jiří Veber, Ladislav Benýšek, František Kučera, Martin Štěpánek, Petr Gřegořek, Pavel Richter, Radek Martínek – Petr Tenkrát, Pavel Patera, Radek Bělohlav – Jaroslav Kudrna, Petr Čajánek, Roman Meluzín – Viktor Ujčík, Tomáš Kucharčík, Václav Král – Miroslav Hlinka, Richard Král, Jan Hlaváč.
Slovensko: Pavol Rybár – Vladimír Vlk, Ľubomír Sekeráš, Ľubomír Višňovský, Rudolf Jendek, Vladimír Búřil, Radoslav Hecl, Richard Pavlikovský, Stanislav Jasečko – Ján Pardavý, Ján Pleva, Roman Stantien – Ľubomír Kolník, Richard Kapuš, Zdeno Cíger – Radoslav Kropáč, Igor Rataj, Ján Lipianský – Peter Pucher, Richard Šechný, Dušan Andrašovský.

 Česko -  Kanada 	3:3 (2:1, 0:2, 1:0)
13. prosince 1998 - Mladá Boleslav

Branky Česka: 5. M. Hlinka, 7. Viktor Ujčík, 42. Jan Hlaváč

Branky Kanady: 9. Szysky, 26. Buckberger, 31. Adduono.

Rozhodčí: Mihálik (SVK) – Barvíř, Brázdil (CZE)

Vyloučení: 9:13 (2:1)

Diváků: 5 000
Česko: Milan Hnilička – Libor Procházka, Jiří Veber, Ladislav Benýšek, František Kučera, Pavel Richter, Radek Martínek, Martin Štěpánek, Petr Gřegořek - Petr Tenkrát, Pavel Patera, Radek Bělohlav – Miroslav Hlinka, David Výborný, Jan Hlaváč – Jaroslav Kudrna, Petr Čajánek, Roman Meluzín – Viktor Ujčík, Tomáš Kucharčík, Václav Král.
Kanada: Schweitzer – Lidster, Wright, Casey, Letang, Heins, P. Johnson – Masters, W. Norris, Peters – Chris Szysky, Maudis, Adduono – Cardwell, R. Lindsay, Stoiner – Robinson, Pittman, Buckberger.

 Česko -  Slovensko 2:4 (0:1, 1:0, 1:3)

11. dubna 1999 - Liptovský Mikuláš	

Branky Česka: 32. Václav Král, 47. David Moravec

Branky Slovenska: 1. J. Čierny, 43. Kulha, 58. Pardavý, 60. Bartoš.

Rozhodčí: Karas (POL) – Český (CZE), Lauff (SVK)

Vyloučení: 4:6 (1:0)

Diváků: 3 000
Česko: Zdeněk Orct – Jiří Vykoukal, Martin Štěpánek, Robert Jindřich, Angel Nikolov, Marek Židlický, Lukáš Zíb, Jan Novák, Petr Kadlec – Václav Král, David Moravec, Luděk Krayzel – Martin Špaňhel, Tomáš Kucharčík, Michal Sup – Petr Tenkrát, Kamil Piroš, Martin Streit – Jan Kopecký, Petr Míka, Jiří Žůrek.
Slovensko: Pavol Rybár – Ladislav Čierny, Ivan Droppa, Vladimír Vlk, Roman Gavalier, Ivan Majeský, Peter Klepáč, Richard Pavlikovský – Jozef Čierny, Peter Konder, Dušan Andrašovský – Ján Pardavý, Michal Hreus, Peter Bartoš – Ján Plch, Juraj Halaj, Marek Uram – Martin Kulha, Ján Pleva, Miroslav Škovíra.

 Česko -  Slovensko 2:1 (2:0, 0:1, 0:0)
12. dubna 1999 - Žilina

Branky Česka: 5. Tomáš Kucharčík, 20. Lukáš Zíb

Branky Slovenska: 25. Michal Hreus.

Rozhodčí: Karas (POL) – Český (CZE), Lauff (SVK)

Vyloučení: 7:4 (1:0)

Diváků: 5 100
Česko: Martin Prusek – Jiří Vykoukal, Martin Štěpánek, Robert Jindřich, Angel Nikolov, Marek Židlický, Lukáš Zíb, Jan Novák, Petr Kadlec – Václav Král, David Moravec, Luděk Krayzel – Martin Špaňhel, Tomáš Kucharčík, Michal Sup – Petr Tenkrát, Kamil Piroš, Pavel Selingr – Petr Míka, Michal Mikeska, Jan Kopecký.
Slovensko: Igor Murín – Ladislav Čierny, Richard Pavlikovský, Vladimír Vlk, Roman Gavalier, Ivan Majeský, Peter Klepáč – Jozef Čierny, Peter Konder, Dušan Andrašovský – Ján Pardavý, Michal Hreus, Peter Bartoš – Ján Plch, Juraj Halaj, Marek Uram – Martin Kulha, Ján Pleva, Miroslav Škovíra.

 Česko -  Rusko	5:0 (1:0, 3:0, 1:0)
21. dubna 1999 - Mariánské Lázně

Branky Česka: 12. Viktor Ujčík, 23. Míka, 34. Tomáš Kucharčík, 36. Roman Šimíček, 55. Jindřich.

Branky Ruska: nikdo

Rozhodčí: Jonák – Lauff (SVK), Český (CZE)

Vyloučení: 8:9 (2:0, 1:0)

Diváků: 2 500
Česko: Milan Hnilička – Robert Jindřich, František Kučera, Jiří Vykoukal, Martin Štěpánek, Libor Procházka, Ladislav Benýšek – Viktor Ujčík, David Výborný, Jan Hlaváč – Martin Špaňhel, Roman Šimíček, Tomáš Vlasák – Václav Král, Tomáš Kucharčík, Roman Meluzín – Petr Tenkrát, Petr Míka, Jan Kopecký.
Rusko: Ševcov – Panov, Rjabkin, Bykov, Okťabrjev, Kručinin, Sergej Bautin, Višněvskij, Jachanov – Petrov, Barkov, O. Bělov – Čupin, Kudašov, Sarmatin – Maxim Sušinskij, Bec, Dmitri Zatonskij – Vlasenkov, Roman Ljašenko, Antipov – D. Subotin.

 Česko -  Rusko	3:2 (1:1, 0:1, 2:0)
22. dubna 1999 - Plzeň	

Branky Česka: 6. Tomáš Vlasák, 43. Roman Meluzín, 44. Martin Ručinský

Branky Ruska: 3. Sušinskij, 40. Barkov.

Rozhodčí: Jonák – Lauff (SVK), Český (CZE)

Vyloučení: 3:9 (0:1) + Maxim Sušinskij na 10 min.

Diváků: 5 300
Česko: Roman Čechmánek – Libor Procházka, Robert Jindřich, Jaroslav Špaček, František Kučera, Pavel Kubina, Ladislav Benýšek, Jiří Vykoukal, Martin Štěpánek – Martin Ručinský, Pavel Patera, Martin Procházka – Viktor Ujčík, David Výborný, Jan Hlaváč – Radek Dvořák, David Moravec, Roman Meluzín – Jan Čaloun, Roman Šimíček, Tomáš Vlasák.
Rusko: Carev – Sergej Bautin, Rjabykin, Bykov, Okťabrjev, Panov, Kručinin, Višněvskij, Jachanov – Petrov, Alexander Barkov, O. Bělov – D. Subotin, Kudašov, Sarmatin – Maxim Sušinskij, Bec, Dmitri Zatonskij – Vlasenkov, Roman Ljašenko, Čupin – Antipov.

 Česko - Norsko 	6:3 (1:0, 3:2, 2:1)
28. dubna 1999 - Lillehammer 

Branky Česka: 2. Viktor Ujčík, 29. František Kaberle, 33. Tomáš Vlasák, 40. Viktor Ujčík, 44. František Kučera, 54. Roman Šimíček

Branky Norska: 24. Magnussen, 31. a 47. L. H. Andersen.

Rozhodčí: Hansen – Garsjö, Gienke (NOR)

Vyloučení: 3:2 (1:0)

Diváků: 926
Česko: Milan Hnilička (30. Roman Čechmánek) – Libor Procházka, František Kaberle, Jaroslav Špaček, František Kučera, Pavel Kubina, Ladislav Benýšek, Jiří Vykoukal – Martin Ručinský, Pavel Patera, Martin Procházka – Viktor Ujčík, David Výborný, Jan Hlaváč – Jan Čaloun, Roman Šimíček, Tomáš Vlasák – Radek Dvořák, David Moravec, Roman Meluzín – Tomáš Kucharčík.
Norsko: Robert Schistad – Nörstebö, C. Andersen, Mats Trygg, Anders Myrvold, Jakobsen, B. Sörli, Wold – L. H. Andersen, Tore Vikingstad, Magnussen – Fjeldstad, Dahlström, Nilsen – Skröder, Marius Trygg, Fjeld – Svednsberget, Johnsen, Manskow Hansen – Skarpjordet.